# Capua acrita
Capua acrita är en fjärilsart som beskrevs av Turner 1916. Capua acrita ingår i släktet Capua och familjen vecklare. Inga underarter finns listade i Catalogue of Life.